# Isnardo Guarco
Isnardo Guarco (Genova, 1380 – Genova, 1458) fu il 25º doge della Repubblica di Genova.

## Biografia

### Primi anni
Figlio del doge Nicolò Guarco e Linò Onza, Isnardo Guarco nacque presumibilmente a Genova nel 1380 durante il dogato del padre. Nel XII secolo la famiglia si era trasferita a da Parodi Ligure a Cesino, frazione di Genova situata nell'alta val Polcevera, costruendovi un patrimonio immobiliare e commerciale legato alle attività delle ferriere e dei mulini che permise loro una rapida ascesa nella politica della Repubblica in seno alla fazione ghibellina.
Educato alle materie giuridiche, seguendo le orme paterne e della famiglia Guarco, dovette assumere una posizione di comando dopo la morte del fratello maggiore Antonio Guarco, doge nel 1394, ucciso a Pavia nel 1405 su ordine del governatore Jean II Le Meingre, quest'ultimo rappresentante a Genova della corte di Carlo VI di Francia durante la dedizione francese.
Ora nemico dei Francesi, anche per il fatto di cronaca che coinvolse la sua famiglia, preferì stringere alleanze con Teodoro II del Monferrato (marchese del Monferrato e anch'esso futuro governatore di Genova) che gli concesse l'uso del locale castello di Casaleggio Boiro, nell'alessandrino, già di proprietà della famiglia Spinola. Assunta la signoria sul capoluogo genovese dal 1409, il marchese monferrino lo nominò capitano della Riviera di Levante e con tale carica prese parte alla spedizione di riconquista dei castelli di Vezzano Ligure e di Trebiano Magra nello spezzino. Eletto nel Consiglio degli anziani dal 1411, Isnardo Guarco fu quindi capitano di Famagosta a Cipro nel 1412 dove curò, oltre la gestione genovese sull'isola, i propri interessi economici già avviati anni prima dalla sua famiglia.
Ritornato a Genova nel 1413, in concomitanza con la caduta del marchese del Monferrato, e la successiva istituzione di un breve governo di otto Rettori, alla nomina del nuovo doge Giorgio Adorno preferì lasciare il capoluogo per il suo castello di Casaleggio Boiro. E proprio dal borgo partì alla volta di Genova con alcuni armati nel tentativo di rovesciare il dogato dell'Adorno, evento fallimentare e che gli costò secondo le fonti storiche pure una prigionia. Liberato e quindi esiliato in Toscana per alcuni mesi, ritornò in città dove fu nuovamente eletto consigliere anziano. Allo scoppio della "guerra di mezzo" tra la nobiltà guelfa e ghibellina decise, assieme agli Spinola, di appoggiare la seconda fazione e quindi contro il dogato di Giorgio Adorno sostenuto, invece, dai Fregoso. Decaduto il doge Adorno nel marzo del 1415, Isnardo Guarco fu uno dei promotori dell'elezione di Barnaba Guano quale successore alla massima carica dello stato, ma nonostante ogni premessa favorevole pure quest'ultimo, su pressione delle famiglie Adorno e Fregoso, fu pochi mesi dopo costretto alle dimissioni e, dopo un governo presieduto da due priori, nominato nuovo doge Tomaso Fregoso. La nomina del Fregoso, giudicato troppo vicino agli Adorno, e quindi nemico dei Guarco, lo convinse ad abbandonare nuovamente Genova per le terre della valle Scrivia.

### Alla corte dei Visconti
Da sempre alleato del marchese Teodoro II del Monferrato e ora di Filippo Maria Visconti, duca di Milano, il nome di Isnardo Guarco viene citato nella "lega anti-Fregoso" assieme al marchese del Finale Carlo Del Carretto, Teramo Adorno e Battista Montaldo che, dal 1417, diedero vita ad assalti e rivolte in val Polcevera nel tentativo di rovesciare il dogato di Tomaso Fregoso. Occupati i territori di Cornigliano, Sampierdarena e arrivando fino alla Lanterna di Genova solo all'ultimo furono respinti dai soldati del doge oramai in prossimità delle porte genovesi. Fu, però, un tentativo quasi vano e tardivo in quanto, nel 1419, il doge Fregoso venne quasi costretto ad abdicare in favore di quella che sarà una nuova dedizione genovese verso la signoria dei Visconti, signori del Ducato di Milano.
Dalla nuova dominazione viscontea a Genova Isnardo Guarco ne ricevette subito (e ancor di più nel futuro) benefici politici ed economici: fu uno dei ventisei ambasciatori inviati a Milano a prestare giuramento dinnanzi al duca Filippo Maria Visconti; insignito, nel 1422, della carica di podestà di Piacenza; eletto nella suprema magistratura degli Anziani nel periodo 1424-1426.
Per i suoi servigi e aiuti prestati nella causa viscontea gli fu accordata una cospicua somma di denaro annua (che fu messa a carico del comune di Genova), prestazione che per i ritardi nei pagamenti comportarono nel breve ad un debito di circa 4500 lire genovesi verso Isnardo Guarco. A mo' di garanzia dei versamenti e anche per una questione di "sdebitamento morale", fu lo stesso duca a nominarlo il 29 ottobre del 1425 quale podestà "pro tempore" di Ovada, cioè fino al ripianamento del debito. La nomina, se pur provvisoria, provocò alcuni malcontenti tra i nobili genovesi per l'importanza strategica della città ovadese e perché, di fatto, Isnardo Guarco governò il borgo come un vero feudatario assumendo autonome decisioni come, ad esempio, il restauro del locale castello alle spese del comune di Genova o ancora le nomine dei luogotenenti e ufficiali. Le critiche non preoccuparono di certo il "podestà" Guarco forte, e con ragione, degli ottimi rapporti con il duca Filippo Maria Visconti che nell'aprile del 1429 gli aggiunse la carica di vicario di Porto Maurizio nell'imperiese.
Richiamato urgentemente dal ponente ligure a Genova per organizzare le difese contro i fuoriusciti genovesi capeggiati da Barnaba Adorno, fu nominato il 12 dicembre 1429 nuovo capitano delle podesterie di Voltri, Polcevera e Bisagno e da Pontedecimo, luogo dove pose il proprio stazionamento, riunì le sue truppe al fianco dei soldati milanesi comandate da Niccolò Piccinino vittoriose contro l'Adorno. Per la buona riuscita dell'impresa difensiva lo stesso duca premiò Isnardo Guarco con una prima investitura sul Marchesato di Godiasco (8 luglio 1430), condivisa con il cugino Battista Montaldo, e un mese dopo con l'importantissima nomina a podestà di Milano. Tale carica gli permise quindi di frequentare in prima persona la corte viscontea dove poté accrescere la propria persona e indirettamente pure di Genova e dei nobili genovesi che, dopo il cessare dei malumori con la restituzione di Ovada nel 1431, guardarono ora al genovese Guarco a Milano come alleato per via dei suoi ottimi e influenti rapporti diretti con il duca Visconti.
E secondo alcuni storici importantissima e cruciale fu la benevolenza tra i due dopo la ribellione dei genovesi sul finire del 1435 che portò alla nuova indipendenza della Repubblica di Genova; ora libera, ma senza un governo, non a caso fu proposta dai Capitani di Libertà la nomina a doge all'ancora podestà milanese Isnardo Guarco che, senza un'opposizione del duca, partì per Genova. Il 28 marzo del 1436 un'assemblea dei capi popolari presso la basilica di San Siro lo eleggeranno venticinquesimo doge.

### Il breve dogato e gli ultimi anni
Nonostante le buone premesse per un dogato ben voluto dai genovesi, la posizione ostile e tollerata di Isnardo Guarco verso le altre principali casate nobiliari, i Fregoso e gli Adorno soprattutto, non gli permisero di fatto l'instaurazione di un governo stabile e duraturo; tra le accuse mosse verso la sua persona, se pur stimata per le passate cariche di prestigio assunte, anche quello di essere in realtà, e forse a suo malgrado, una sorta di fantoccio, un burattino nelle mani della signoria viscontea che mai nascose, effettivamente, un interessamento se non proprio un ritorno verso Genova. E quasi con facilità, sette giorni dopo l'insediamento ufficiale del doge Guarco, Tomaso Fregoso fece il suo ingresso in città al comando di una piccola spedizione armata partita dal proprio feudo levantino di Sarzana trovando davanti a sé una sterile se non nulla resistenza. Il 3 aprile 1436 lo stesso Fregoso fu nominato nuovo doge.
Uscito dal palazzo Ducale senza danni, Isnardo Guarco fece ritorno a Milano dove assunse ancora, per un breve periodo, la carica di podestà. Allo scadere del mandato, in data imprecisata, preferì trasferirsi nel nuovo feudo alessandrino di Pontecurone, quest'ultimo donato dal duca Filippo Maria Visconti alla sua persona nel 1432 dopo la rinuncia al marchesato di Godiasco. Nonostante l'allontanamento da Genova cercò in più riprese di contrastare il dogato di Tomaso Fregoso alleandosi con gli Adorno ed altri fuoriusciti genovesi nelle diverse spedizioni milanesi, comandate da Niccolò Piccinino, nella riviera di Ponente e in val Polcevera. Solamente con la nuova nomina a doge di Raffaele Adorno (1443), per imbonirselo, il Guarco fu investito nel ruolo di governatore di Savona e capitano della Riviera di Ponente. L'alleanza con il doge Adorno durò, però, solo un anno in quanto quest'ultimo, dopo opportuni richiami, definitivamente nel 1444 lo revocò dall'incarico governativo su Savona per la gestione personale e "simil feudale" che Isnardo Guarco instaurò con la cittadinanza savonese. Egli infatti, anche per una questione di "pacifica gestione" di una città che fu sottomessa a Genova con la forza, preferì gestire in prima persona le concessioni, le controversie comunali e territoriali o autonomie (come, ad esempio, il restauro del porto cittadino distrutto e interrato tre anni prima dai Genovesi) che, se pur con le buone intenzioni, andavano inevitabilmente a scontrarsi con la dominazione genovese.
Nuovamente Isnardo Guarco si allontanò dal territorio ligure per giungere prima nel nuovo feudo di Cavallirio nel novarese, dove visse per poco tempo, e quindi ancora nell'alessandrino nel feudo di Bistagno donato dal marchese Giovanni Giacomo del Monferrato a garanzia di un debito verso il Guarco. Qui lo raggiunse il figlio Nicolò e assieme progettarono nuove spedizioni e assalti in valle Scrivia per perturbare il dogato di Raffaele Adorno. Nelle loro imprese riuscirono pure ad occupare il paese di Borgo Fornari, ma poi costretti alla fuga dai soldati di Carrozzo Spinola, fedele al doge, che platealmente in seguito protestò contro il marchese monferrino per la sua protezione sconsiderata verso i Guarco.
Ultima impresa storicamente attestata di Isnardo Guarco, anche per l'avanzare dell'età, sempre per l'appianare di debiti gli fu concesso nel 1452 l'uso del castello alessandrino di Quattordio e la signoria su Roccasparvera, già della famiglia degli Scarampi di Asti, con atto del duca di Milano Francesco Sforza. L'atto di vendita venne successivamente contestato dalla famiglia astigiana che si appellò contro la decisione del duca presso il Consiglio di giustizia; ne uscì, dopo svariati anni, una sentenza sfavorevole per l'ex doge Guarco che fu obbligato dai giudici a restituire agli Scarampi i due feudi dell'alessandrino-cuneese.
Morì presumibilmente a Genova intorno al 1458, o forse qualche prima, trovando poi sepoltura all'interno della chiesa di San Francesco di Castelletto. Da un unico matrimonio, di cui tuttora s'ignora il nome della consorte, ebbe probabilmente l'unico figlio Nicolò.